# 연무대역
연무대역(Yeonmudae station, 鍊武臺驛)은 충청남도 논산시 연무읍 안심리에 있는 강경선의 철도역이다.

## 특징
‘구 연무대역’이라 불리는 본 역에서 육군훈련소 인근 지역으로 약 1.5km 정도 거리의 군 전용선이 있고 그 끝부분에는 ‘신 연무대역’이라 불리는 군용 승강장이 있다. 군용 승강장은 군사시설보호구역 내부에 위치하고 있어서 일반인들은 접근이 불가능한 곳이다. 이 전용선이 생기기 전에는 군인장병들을 태우는 군용열차가 ‘구 연무대역’에서 운행하였다. 또, 본관 역사 인근에는 성신양회 공장이 있어서 시멘트 수송을 담당하기도 한다.

## 연혁
- 1958년 5월 15일 : 강경선 개통과 함께 보통역으로 영업 개시[1]
- 1963년 11월 5일 : 군전용선(1.5km) 개통
- 1992년 8월 28일 : 군전용선 내 역사 준공
- 1994년 12월 24일 : 성신양회 전용선 영업 개시
- 2002년 12월 28일 : 전차선 가설 및 전자연동장치 설치
- 2015년 7월 20일 : 무배치간이역으로 지정됨[2]
- 2019년 5월 15일 : 화물취급 중지[3]